# Liste des navires de la Kaiserliche Marine

Drapeau de guerre allemand (1903-1919)

Cette liste des navires de guerre de la Kaiserliche Marine (Marine impériale allemande) comprend les navires qui furent construits de la création de l'Empire allemand en 1871 jusqu'à la fin de la
Première Guerre mondiale.

## Frégates blindées
Panzerfregatten puis  reclassifiés en  Panzerschiffe
- SMS Arminius (1864)[1]
- SMS Prinz Adalbert (1864)
- SMS Kronprinz (1867)
- SMS Friedrich Carl (1867)
- SMS König Wilhelm (1868)
- SMS Hansa (1872)
- Classe Preußen :
  - SMS Preußen (1873)
  - SMS Friedrich der Große (1874)
  - SMS Großer Kurfürst (1875)
- Classe Kaiser : 
  - SMS Kaiser (1874)
  - SMS Deutschland (1874)

## Navires protégés
- Panzerschiffe
  - Classe Sachsen :
    - SMS Sachsen (1877)
    - SMS Bayern (1878)
    - SMS Württemberg (1878)
    - SMS Baden (1880)
- Küstenpanzerschiffe (navires de protection côtière)
  - SMS Oldenburg (1884)
  - Classe Siegfried :
    - SMS Siegfried (1889)
    - SMS Beowulf (1890)
    - SMS Frithjof (1892)
    - SMS Heimdall (1892)
    - SMS Hildebrand (1892)
    - SMS Hagen (1893)

  - Classe Odin : 
    - SMS Odin (1894)
    - SMS Ägir (en) (1895)

## Croiseurs Frégates
Kreuzerfregatte
- Classe Bismarck : 
  - SMS Bismarck  (1877)
  - SMS Blücher (1877)
  - SMS Stosch (1877)
  - SMS Moltke (1877)
  - SMS Gneisenau (1879)
  - SMS Stein (1879)

## Cuirassés
- Pré-Dreadnought (Linienschiffe : "Navires de ligne")
  - Classe Brandenburg : 
    - SMS Kurfürst Friedrich Wilhelm (1891)
    - SMS Brandenburg (1891)
    - SMS Weißenburg  (1891)
    - SMS Wörth (1892)

  - Classe Kaiser Friedrich III :
    - SMS Kaiser Friedrich III (1896)
    - SMS Kaiser Wilhelm II (1897)
    - SMS Kaiser Wilhelm der Große (1899)
    - SMS Kaiser Karl der Große (1899)
    - SMS Kaiser Barbarossa (1900)

  - Classe Wittelsbach : 
    - SMS Wittelsbach (1900)
    - SMS Wettin (1900)
    - SMS Zähringen (1901)
    - SMS Schwaben (1901)
    - SMS Mecklenburg (1901)

  - Classe Braunschweig : 
    - SMS Braunschweig (1901)
    - SMS Elsaß (1903)
    - SMS Hessen (1903)
    - SMS Preußen (1903)
    - SMS Lothringen(1904)

  - Classe Deutschland : 
    - SMS Deutschland (1904)
    - SMS Hannover (1905)
    - SMS Pommern (1905)
    - SMS Schlesien (1906)
    - SMS Schleswig-Holstein (1906)

- Dreadnought  (Schlachtschiffe)
  - Classe Nassau : 
    - SMS Nassau (1908)
    - SMS Posen (1908)
    - SMS Rheinland (1908)
    - SMS Westfalen (1908)

  - Classe Helgoland : 
    - SMS Helgoland (1909)
    - SMS Ostfriesland (1909)
    - SMS Thüringen (1909)
    - SMS Oldenburg (1910)

  - Classe Kaiser :
    - SMS Kaiser (1911)
    - SMS Kaiserin (1911)
    - SMS Prinzregent Luitpold (1911)
    - SMS Friedrich der Große (1911)
    - SMS König Albert (1912)

  - Classe König :
    - SMS König (1913)
    - SMS Großer Kurfürst (1913)
    - SMS Markgraf (1913)
    - SMS Kronprinz Wilhelm (1914)

  - Classe Bayern : 
    - SMS Bayern (1915)
    - SMS Baden (1915)
    - SMS Württemberg (1917), non achevé
    - SMS Sachsen (1916), non achevé

  - Classe L 20 α, non construit

## Croiseurs protégés
- SMS Kaiserin Augusta (1892)
- Classe Victoria Louise :
  - SMS Victoria Louise (1897)
  - SMS Hertha (1897)
  - SMS Freya (1897)
  - SMS Vineta (1897)
  - SMS Hansa (1898)

## Croiseurs cuirassés
Grosse Kreuzer
- SMS Fürst Bismarck (1896)
- SMS Prinz Heinrich (1900)
- Classe Prinz Adalbert : 
  - SMS Prinz Adalbert (1901)
  - SMS Friedrich Carl (1902)
- Classe Roon : 
  - SMS Roon (1903)
  - SMS Yorck (1904)
- Classe Scharnhorst :
  - SMS Scharnhorst (1906)
  - SMS Gneisenau (1906)
- SMS Blücher (1908)

## Croiseurs de bataille
Schlachtkreuzer
- SMS Von der Tann (1909)
- Classe Moltke : 
  - SMS Moltke (1910)
  - SMS Goeben (1911)
  - SMS Seydlitz (1912)
- Classe Derfflinger : 
  - SMS Derfflinger (1913)
  - SMS Lützow (1913)
  - SMS Hindenburg (1915)
- Classe Mackensen (1915) : 
  - SMS Mackensen, non terminé
  - SMS Graf Spee, non terminé
  - SMS Prinz Eitel Friedrich, non terminé
  - SMS Fürst Bismarck, non terminé
- Classe Ersatz Yorck (1916) :
  - Ersatz Yorck
  - Ersatz Scharnhorst
  - Ersatz Gneisenau

## Croiseurs légers
Kleine Kreuzer
- Classe Zieten :
  - SMS Zieten (1876)
- Classe Blitz :
  - SMS Blitz (1882)
  - SMS Pfeil (1882)
- Classe Greif :
  - SMS Greif (1886)
- Classe Schwalbe :
  - SMS Schwalbe (1887)
  - SMS Sperber (1888)
- Classe Irene :
  - SMS Irene (1887)
  - SMS Prinzess Wilhelm (1887)
- Classe Wacht :
  - SMS Wacht (1887)
  - SMS Jagd (1888)
- Classe Meteor :
  - SMS Meteor (1890)
  - SMS Commet (1892)
- Classe Bussard :
  - SMS Bussard (1890)
  - SMS Falke (1891)
  - SMS Seeadler (1892)
  - SMS Cormoran (1892)
  - SMS Condor (1892)
  - SMS Geier (1894)
- Classe Gefion :
  - SMS Gefion (en)
- Classe Hela :
  - Hela (1895)
- Classe Gazelle :
  - SMS Gazelle (1898)
  - SMS Niobe (1899)
  - SMS Nymphe (1899)
  - SMS Thetis
  - SMS Ariadne
  - SMS Amazone
  - SMS Medusa
  - SMS Frauenlob
  - SMS Arcona
  - SMS Undine (1902)
- Classe Bremen :
  - SMS Bremen (1903)
  - SMS Hamburg (1903)
  - SMS Lübeck (1904)
  - SMS München (1904)
  - SMS Leipzig (1905)
  - SMS Danzig (1906)
  - SMS Berlin
- Classe Königsberg :
  - SMS Königsberg (1905)
  - SMS Stettin (1907)
  - SMS Stuttgart (1906)
  - SMS Nürnberg (1906)
- Classe Dresden :
  - SMS Dresden (1907)
  - SMS Emden (1908)
- Classe Kolberg :
  - SMS Kolberg (1908)
  - SMS Mainz (1909)
  - SMS Cöln (1909)
  - SMS Augsburg (1909)
- Classe Magdeburg :
  - SMS Magdeburg (1911)
  - SMS Breslau (1911)
  - SMS Straßburg (1911)
  - SMS Stralsund (1911)
- Classe Karlsruhe
  - SMS Karlsruhe (1912)
  - SMS Rostock (1912)
- Classe Graudenz :
  - SMS Graudenz (1913)
  - SMS Regensburg (1913)
- Classe Pillau :
  - SMS Pillau (1914)
  - SMS Elbing (1914)
- Classe Wiesbaden :
  - SMS Wiesbaden (1915)
  - SMS Frankfurt (1915)
- Classe Königsberg :
  - SMS Königsberg (1915)
  - SMS Karlsruhe (1916)
  - SMS Emden (1916)
  - SMS Nürnberg (1916)
- Classe Cöln :
  - SMS Cöln (1916)
  - SMS Dresden (1917)
  - SMS Magdeburg (inachevé)

## Croiseurs mouilleurs de mines
Minenlegekreuzer
- Classe Nautilus :
  - SMS Nautilus (1906)
  - SMS Albatross (1907)
- Classe Brummer :
  - SMS Brummer (1915)
  - SMS Bremse (1915)

## Torpilleurs
Torpedoboot
- Nota: la lettre B correspond au chantier naval Blohm & Voss, G à Arsenal Germania, H à Howaldtswerke-Deutsche Werft (Kiel), S à Schichau-Werke (Danzig), V à AG Vulcan Stettin.

- Classe G 132 : SMS G 132 à 136
- Classe G 137 :
- Classe S 138 : SMS S 138 à 149
- Classe V 150 : SMS V 150 à 160
- Classe V 161 :
- Classe V 162 : SMS V 162 à 164
- Classe S 165 : SMS S 165 à 168
- Classe G 169 : SMS G 169 à 175
- Classe S 176 : SMS S 176 à 179
- Classe V 180 : SMS V 180 à 191
- Classe G 192 : SMS G 192 à 197
- Classe V 1 : SMS V 1 à 6
- Classe G 7 : SMS G 7 à 12
- Classe S 13 : SMS S 13 à 24
- Classe V 25 : SMS V 25 à 30
- Classe S 31 : SMS S 31 à 36
- Classe G 37 : SMS G 37 à 42
- Classe V 43 : SMS V 43 à 48
- Classe S 49 : SMS S 49 à 66
- Classe V 67 : SMS V 67 à 84 (SMS V 69)
- Classe G 85 : SMS G 85 à 95
- Classe G 96 :
- Classe B 97 : SMS B 97 à 100, 109 à 112
- Classe G 101 : SMS G 101 à 104
- Classe V 105 : SMS V 105 à 108
- Classe S 113 : SMS S 113 à 115
- Classe V 116 : SMS V 116 à 121
- Classe B 122 : SMS B 122 à 124
- Classe V 125 : SMS V 125 à  (SMS V 130), 140 à 144
- Classe S 131 : SMS S 131 à 139
- Classe H 145 : SMS H 145 à 147
- Classe G 148 : SMS G 148 à 150
- Classe S 152 : SMS S 152 à 157
- Classe V 158 : SMS V 158 à 165
- Classe H 166 : SMS H 166 à 169
- Classe V 170 : SMS V 170 à 177, 203 à 210
- Classe S 178 : SMS S 178 à 185, 211 à 223
- Classe H 186 : SMS H 186 à 202

## Sous-marins
U-Boote
Pour la Première Guerre mondiale, voir la liste des U-Boote allemands de la Première Guerre mondiale.